# Кикилашвили, Александр Николаевич
Александр Николаевич Кикилашвили (1905 год, село Джугаани, Сигнахский уезд, Тифлисская губерния, Российская империя — дата смерти неизвестна, село Джугаани, Сигнахский район, Грузинская ССР) — звеньевой колхоза имени Чарквиани Сигнахского района Грузинской ССР. Герой Социалистического Труда (1949).

## Биография
Родился в 1905 году в селе Джугаани Сигнахского уезда. С раннего возраста трудился в сельском хозяйстве. В послевоенное время — звеньевой колхоза имени Чарквиани Сигнахского района.
В 1948 году звено под руководством Александра Кикилашвили собрало в среднем с каждого гектара по 29,6 центнера табака сорта «Трапезонд» на участке площадью 3 гектара. Указом Президиума Верховного Совета СССР от 3 мая 1949 года удостоен звания Героя Социалистического Труда «за получение высоких урожаев кукурузы и табака в 1948 году» с вручением ордена Ленина и золотой медали «Серп и Молот».
После выхода на пенсию проживал в родном селе Джугаани Сигнахского района. С 1970 года — персональный пенсионер союзного значения. Дата смерти не установлена.